# Велена
Ве́лена (латыш. Velēna) — село в Латвии, в составе Лизумской волости Гулбенского края.
Село возникло как центр бывшего Веленского (Веллан) поместья.